# Casa Verde de Aguilar
La casa Verde se encuentra situada en el municipio de Gáldar, isla de Gran Canaria, provincia de Las Palmas (Canarias, España). 

## Historia
La vivienda, es un s ejemplo de la arquitectura doméstica grancanaria de transición, de los siglos XVII y XVIII, que debe su nombre al apellido de su antiguo propietario. Marcos Verde de Aguilar y Trejo fue un destacado personaje en la Gáldar del siglo XVII.

## Estructura
Es una casa urbana con patio y cubiertas de teja árabe. La planta general del solar es de tendencia cuadrangular, dentro de la cual se inscribe lo edificado en forma de “ele” (L), con una crujía principal que recae hacia la antigua calle de la Barbada y otra lateral en la que se apoyó el antiguo Colegio-Convento de la Sagrada Familia, levantado al norte del inmueble. Estas crujías rodean parcialmente al patio, desde el que se accede a la planta alta y donde se localiza la galería, también en “ele” (L), soportada por pies derechos de madera y cerrada en su tramo superior en alguna de las intervenciones que ha sufrido el edificio. En el extremo suroeste del patio se ubica una dependencia, realizada con posterioridad. 
De las partes de la construcción, la más interesante es la primera crujía, donde destaca el salón de la planta alta al que se accede por una elegante puerta de anchos marcos de cantería de Gáldar y cuyo interior está cubierto con una armadura de par e hilera, con tirantes de vigas simples, presentando una curiosa decoración vegetal que recorre la hilera en todo su largo. 
Otro elemento notable es la fachada, ésta es toda en sillares de cantería y originalmente sólo poseía tres huecos, el de la puerta y acceso principal y dos ventanas en planta alta, todos con anchos recercados en cantería, alféizares o repisas labradas en las ventanas y remates de cornisas. 
Con posterioridad se abrieron dos huecos más en el eje inferior de las ventanas y la cantería fue enjalbegada. En el lado lateral sur (izquierda de la fachada) se adosaba un portalón que, además de permitir el acceso a huertas traseras, permitía una entrada al inmueble desde el patio.